# Буряты
Буря́ты (самоназвание — буряад зон, буряадууд, ᠪᠣᠷᠢᠶᠠᠳ) — монгольский народ, говорящий на бурятском языке, исторически сформировавшийся в районе озера Байкал и объединённый общей культурой и историей.
Коренное население Бурятии, Усть-Ордынского Бурятского округа Иркутской области и Агинского Бурятского округа Забайкальского края. В настоящее время буряты являются меньшинством на своей этнической территории. Буряты проживают в России (Республика Бурятия, Иркутская область, Забайкальский край), Монголии (Дорнод, Хэнтий, Сэлэнгэ) и Китае (городской округ Хулун-Буир автономного района Внутренняя Монголия). Их примерная общая численность составляет, по различным оценкам, от 550 000 до 690 000 человек с учётом баргутов.
Буряты говорят на бурятском языке, который является одним из монгольских языков и имеет собственную литературную норму в России. В Монголии и Китае властями считается диалектом халха-монгольского языка. Во всех трёх государствах перед бурятами стоит вопрос сохранения родного языка.
Верующие буряты преимущественно исповедуют буддизм и шаманизм. Буряты-буддисты являются приверженцами северного буддизма (махаяна) школы гелуг. Шаманизм же, в свою очередь, в некоторой степени распространён среди всех бурят, но наиболее сильное влияние имеет среди части бурят Иркутской области и старых баргутов Китая.
Большинство исследователей считают бурят отдельной от монголов этнической группой; буряты и баргуты также считаются различными этническими группами. В основных странах проживания буряты считаются властями либо одной из этнических групп монголов, либо отдельной от них национальностью. В Российской Федерации буряты считаются отдельной от монголов национальностью. В Монголии считаются одной из этнических групп монголов, при этом баргуты и буряты считаются различными этническими группами. В переписи населения КНР 2010 года носители бурятского языка не выделяются из состава монголов Китая, одной из 56 официально признанных национальностей.
Считается, что предками бурят являются телеские племена: байырку и курыканы. По мнению Санжеева Г. Д., этноним «баргуты» является монголизированным вариантом этнонима байырку. Баргуты были вынуждены уйти со своих земель в Западную Монголию в результате междоусобной войны в Монгольской империи в конце XIII века. Начиная с XIX века буряты начали испытывать сильное давление со стороны русских, которые начали массово переселяться на этническую территорию бурят. В начале XX века буряты и баргуты совершили несколько попыток создания независимого государства в России и Китае, которые не увенчались успехом.

## Этноним

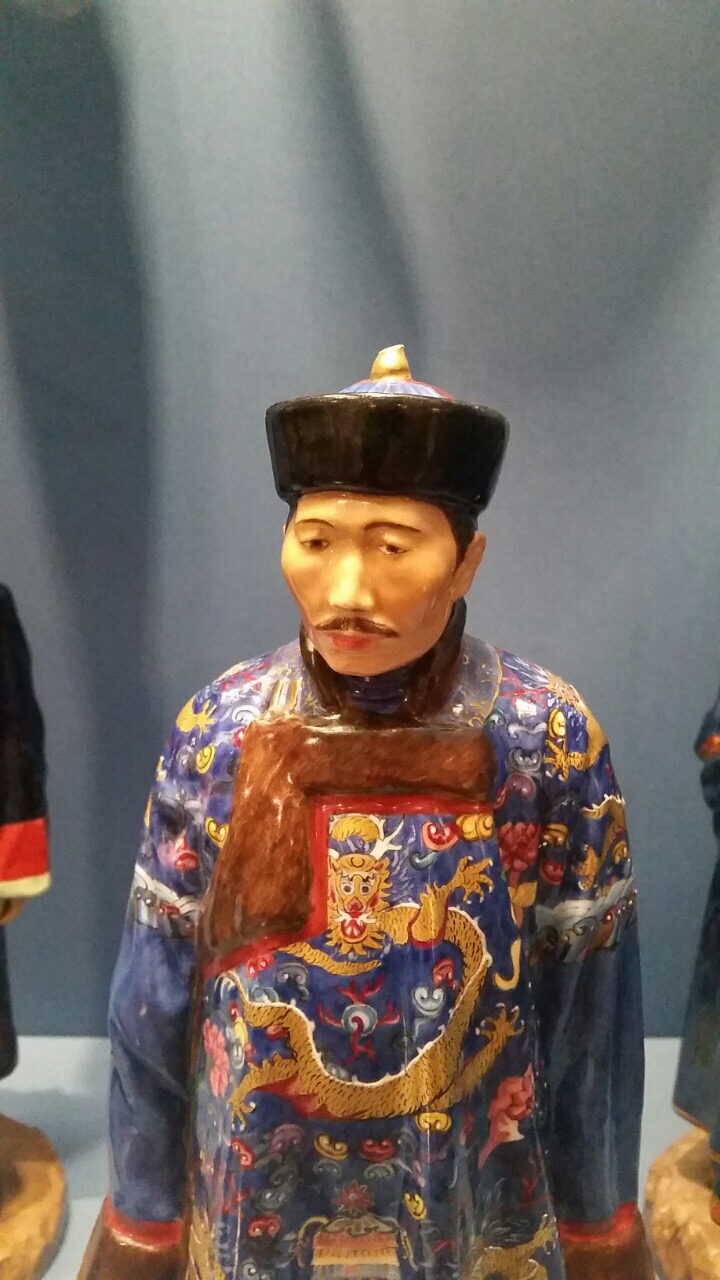
Статуэтка с изображением бурята из серии «Народности России»

Буряты в исторических монгольских и ойратских источниках чаще всего называются «баргутами» или, реже, «баргу-бурятами». После раздела этнической территории бурят называли «братскими людьми» в пределах российского государства, а в качестве самоназвания ими использовался этноним «буряты»; в Цинской империи использовался только этноним «баргуты». При этом одну и ту же группу бурят, которая перемещалась через границу, могли по-разному называть в России («братские») и Цинской империи («баргуты»). В качестве самоназвания бурят в России этноним баргу-бурят или баргут часто фиксировался исследователями вплоть до второй половины XVIII века.

### Баргуты
Ц. Б. Цыдендамбаев доказывал смысловое тождество этнонимов байырку и баргут: «Во всяком случае, встречаются любопытные факты, свидетельствующие о том, что тюрки имели обыкновение называть инородные племена путём перевода их самоназваний на тюркский язык. Известно, например, что тюрки называли баргутов байыркы. Между тем, выясняется, что тюркское слово байыркы означает „примитивный; стародавний“» [Юдахин К. К. Киргизско-русский словарь, с. 99] и, следовательно, вполне идентично монгольскому барга со значением „грубый; примитивный; стародавний; патриархальный“. Подобную этимологию поддерживает Д. Д. Нимаев.

### Буряты
Происхождение этнонима «бурят» остаётся во многом спорным и до конца не выясненным. Считается, что этноним «бурят» (бурийат) впервые упоминается в «Сокровенном сказании монголов» (1240).

#### Основные версии происхождения
1. Слово происходит от хакасского слова пыраат, восходящего к термину бури (тюрк.) «волк», или бури-ата «волк-отец», предполагающего тотемный характер этнонима, так как многие древние бурятские роды почитали волка как своего прародителя[30]. В хакасском языке общетюркский звук б произносится как п. Под этим именем русским казакам стали известны предки западных бурят, жившие к востоку от предков хакасов. В дальнейшем пыраат перешло в русское «брат» и было перенесено на всё монголоязычное население в пределах Русского государства (браты, братские люди, брацкие мунгалы) и затем принято эхиритами, булагатами, хонгодорами и хори-бурятами в качестве общего самоназвания в виде буряад.
2. От слов бу «седой», в переносном смысле — «старый, древний», и ойрот — «лесные народы», в целом, переводимое как «древние (коренные) лесные народы».
3. Д. Банзаров считал, что «бурят» — это фонетический вариант этнонима бурут (бургут)[31]. Этноним бурут восходит к слову бури «волк». Помимо названия волка, слово также обозначало цвет (масть) — «серый, светло-серый, темновато-пепельный»[32].
4. От этнонима курыкан (курикан)[33].
5. От слова бар «тигр», что, однако, маловероятно. Предположение основано на диалектной форме слова буряад — баряад[34].
6. От слова бури «заросли»[35]. В монгольском языке бураа имеет значение «густая роща», «лесная чаща», «растущий кучами или полосами на горах или в степи лес»[36].
7. Существует версия происхождения названия бурят от этнонима баргут[32].
8. А. Г. Митрошкиной высказывалось мнение о возможности происхождения этнонима от персидского бурийа «циновка, мат, тростник, камыш»[31].
9. От слова буриха «уклоняться»[37].
10. В. Хамутаев считает, что слово «бурят» произошло от западно-бурятского диалекта-наречия булагатов, эхиритов, в котором есть забытое ныне слово баряад, баряауд, означающее «люди-народ». Буква «У» в корне слова запутала многих исследователей, тогда как изначальный корень — это слово баряа — «держит», или «крепко держит», а баряад, баряауд — это люди, народ-хозяева этой земли, держащие эту территорию[38].

### Этноним в фольклоре
В устных преданиях и исторических памятниках упоминаются такие имена, как Асуйхан, Бурядай, Баргу-Батор, Баргудай-Мэргэн и др. Известным мифическим персонажем бурятских генеалогических мифов является Бурядай — сын шаманки Асуйхан, брат Олёдоя и Хоридоя, отец Ихирида (Эхирита) и Булгада (Булагата). В их именах отражены этнонимы бурятских племён: олёт (сэгэнут), хори, эхирит и булагат.
В бурятских генеалогиях существует прародитель Баргу-Батор («Баргу-богатырь»). Согласно устным преданиям, Бурядай — сын Баргу-Батора, брат Олёдоя и Хоридоя.
Как полагают некоторые исследователи, Буряадай-Мэргэн является аналогом Буртэ-Чино, легендарного предка монголов, а Бурядай и Буртэ — это фонетические варианты одного и того же слова. В имени Буртэ-Чино («Сивый Волк») отражён древний этноним чинос (буртэ-чино, буртэ-чинос).
Этноним буряад в раннюю эпоху на территории Прибайкалья встречается лишь в «Сокровенном сказании монголов». При этом к приходу русских не было отдельного племени или рода под этнонимом «бурят». По мнению некоторых исследователей, под этнонимом бурят первоначально было известно племя булагатов.
Как полагают некоторые исследователи, в «Сокровенном сказании» в сочетании айриуд-буйрууд отражены этнонимы ойрад и бурийат (ойрад-бурийат).

## Этническая история

### Этногенез
Буряты сложились из различных этнических компонентов, имеющих монгольское, тюркское, тунгусо-маньчжурское и самодийское происхождение. Наиболее ранними жителями Байкальского региона, предположительно, были тунгусо-маньчжурские и самодийские племена.

### Ранняя история
Считается, что происхождение бурят связано с центральноазиатскими кочевыми племенами байырку и курыкан, которые входили в союз племён теле.
Байырку впервые упоминаются в районе озера Байкал в V—VI векам н. э. После того как тюрки и теле объединились и разгромили Жужаньский каганат, некоторые племена теле заняли земли у озера Байкал и реки Керулен. Согласно «Книге Суй», байырку упоминаются к северу от реки Туул (бассейн реки Селенга). Отмечается, что «их земли были обширны и простирались от Хэнтэя на восток до кочевий мохэ, то есть до бассейна реки Сунгари, не переходя на юге за реку Керулюн; что касается их северной границы, то она, по-видимому, достигала горной тайги». В это время байырку находились в составе Тюркского каганата и часто восставали. После распада Тюркского каганата были в составе каганата Сейяньто, Танской империи и Второго Тюркского каганата. Земля, на которой кочевали байырку, называлась Йер-Байырку. Управлялись в это время Великими Иркинами (правителями) и эльтеберами. Судя по источникам, занимались скотоводством (в основном выращивали лошадей), охотой и, отчасти, земледелием и обработкой железа. Большинство исследователей считает байырку тюркоязычным племенем, но этот вопрос всё ещё остаётся спорным. Д. Д. Нимаев считает, что есть основание считать байырку монголоязычным племенем и локализует их в пределах северо-восточной части Западного Забайкалья.
В это время курыканы жили на северных окраинах и не участвовали активно в политической жизни центральноазиатских степей.
На месте Тюркского каганата был создан Уйгурский каганат, в которой доминирующую роль занимал союз племён теле. В 840 году енисейские кыргызы захватили и сожгли столицу Уйгурского каганата, положив конец его существованию.

### Баргуджин-Токум IX—XIII вв.
Вероятней всего, после распада Уйгурского каганата курыканы находились в зависимости от Кыргызского каганата. Об этом говорят некоторые сохранившиеся памятники письменности, где говорится о завоевании курыкан. Также существуют свидетельства, где они упоминаются в числе кыштымов кыргызов. Хотя существуют и иные письменные свидетельства, которые указывают, что страна кыргызов простиралась на восток «до гулигани» (курыкан). Получается, что по этим данным курыканы не входили в Кыргызский каганат. Об этом также говорит и отсутствие археологических материалов, свидетельствующих о присутствии кыргызов в Прибайкалье. По всей вероятности, в период наивысшего подъёма могущества кыргызов в середине IX века курыканы могли признавать свою номинальную зависимость от Кыргызского каганата.
О судьбе байырку после распада Уйгурского каганата нет определённых данных, во всяком случае они не упоминаются среди телесских «племён», ушедших куда-либо. Нет сведений и об их подчинении кыргызам и киданям. По всей вероятности они продолжали населять отдельные районы Забайкалья. Позднее ареал расселения байырку был стеснён и сдвинут из натиска киданей, а в дальнейшем расширен с переходом на западную сторону Байкала, и его местоположение стало осмысливаться по обе стороны озера, позднее даже преимущественно как Предбайкалье.
В первой половине II тыс. н. э. баегу (байырку) известны под названием баргуты. Рашид ад-Дин отмечает, что «племена» баргут, хори, тулас и ответвившихся от них тумат близки друг другу и все они называются баргутами. Баргуты составляли основное население страны Баргуджин-Токум, в пределах которого также находилось множество других «племён», таких как ойрат, хойин-урянка, булагачин, кэрэмучин.

### Монгольский период XIII—XVII вв.
В 1207 году Чингисхан отправил своего сына Джучи с войсками правого крыла для покорения «лесных народов». В сочинении «Алтан Тобчи», которое, хоть и написано в XVII веке, включает в себя «целый ряд других рассказов, восходящих к первой половине XIII и даже XII века», где в перечне покорённых Джучи народов встречаются последовательно этнонимы «баргу» и «бурийат». Хотя в монгольском тексте они даны раздельно, Г. Д. Санжеев предположил, что это единый этноним «баргу-бурят».

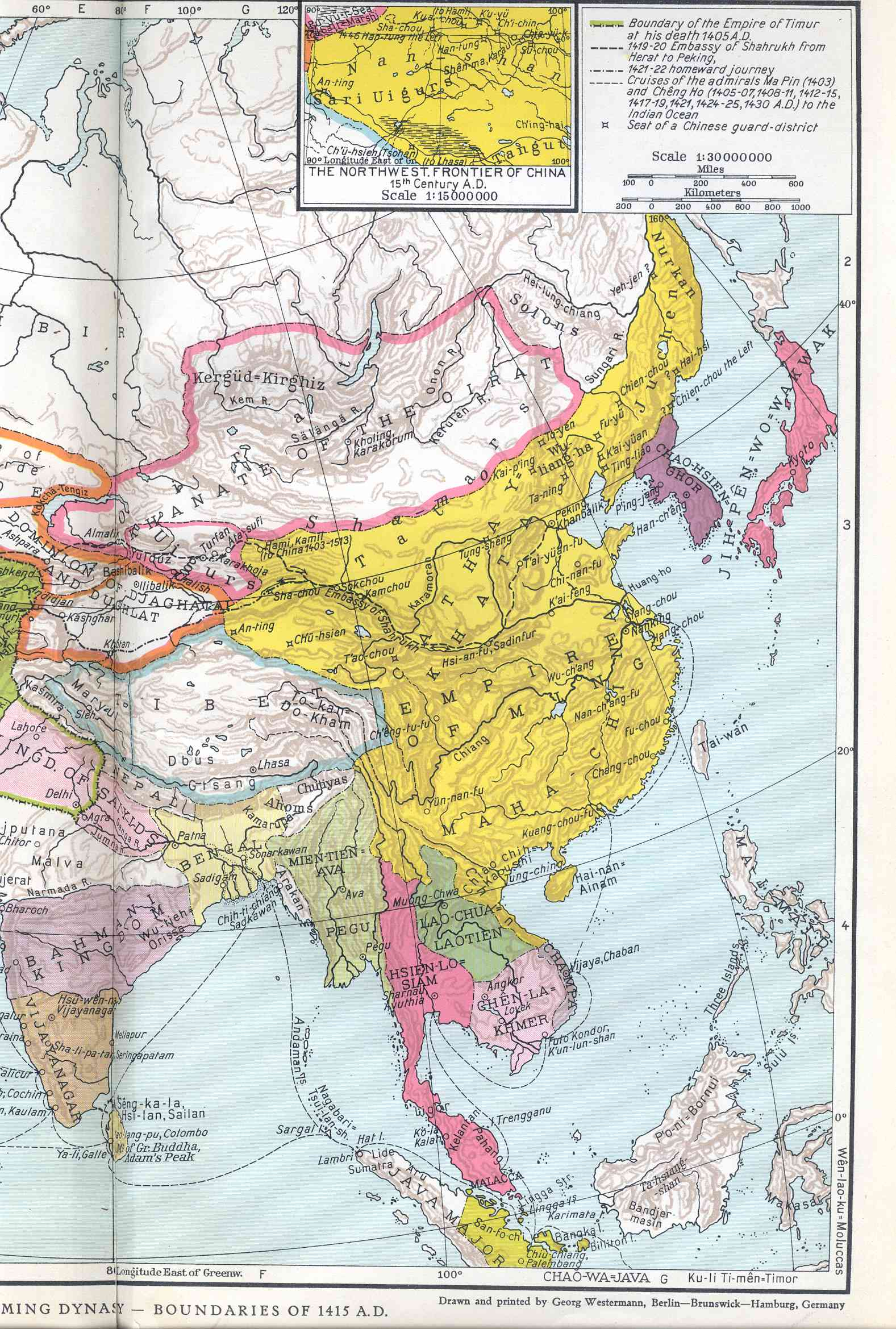
Империя Мин в период правления Юнлэ (1402—1424)

Присоединение баргутов к монгольскому государству прошло мирно. В то же время хори-туматы неоднократно упоминались в «Сокровенном сказании монголов» и летописи Рашид-ад-Дина в связи с их восстанием. Во второй половине XIII века разразилась длительная междоусобная борьба в Монгольской империи, что послужило причиной запустения Северной Монголии, Южного Прибайкалья и переселения ряда этнических групп, населявших эти регионы, в Западную Монголию. Кроме того, междоусобная борьба за власть Ариг-Буги с династией Юань сплотила народы, находившиеся в Западной Монголии. Когда в последние десятилетия XIV века образовалось Ойратское ханство, «ойратами» уже называли союз четырёх могущественных народов Северо-Западной Монголии: ранних ойратов, найманов, кереитов и баргутов.
Во второй половине XV века ойраты, спасаясь от внутренней смуты и нападений со стороны восточномонгольских правителей, часто покидали пределы Западной Монголии. В 1469 году крупная группа ойратов откочевала на восток, присоединившись к юншиэбускому тумену.
В китайском трактате «Цзю-Бянькао», описывающем состав восточномонгольских туменов конца XV — начала XVI в., юншиэбу состоит из отоков: танглагархан, шубуучин, хонхотан, нумуучин, асуд, харачин, шарануд, табан аймак, баргу и бурят (buriyad).
Баргуты упоминаются в сочинении «О северных делах», написанном в 1543 году, где о них сообщается следующее: «Монголы называют их чёрными монголами. Любят войну и ссориться. Имеют несколько туменов войск. Делают из стали мечи». По этим данным баргуты были расселены к этому моменту поблизости от халхов.
В 1552 году тумэтский Алтан-хан вторгся в земли ойратов и нанёс им поражение, захватив при этом Каракорум и окрестности. Победа Алтан-хана позволила халхам во главе с родоначальником Тушэту-ханов Абатаем занять земли по Хангайским горам и долине реки Селенги. Продолжавшиеся на протяжении второй половины XVI века неудачные для ойратов столкновения с восточномонгольскими ханами, которые с 1570-х годов приняли локальный характер и велись в основном ханами Халхи, вынудили их покинуть Западную Монголию. Вероятно, что баргуты также участвовали, наряду с частью восточных монголов, в переселении на запад и северо-запад, так как следующее упоминание о них, как о «братских людях», встречается на крайнем востоке Минусинской котловины в отписке русских казаков от 1609 года.

### XVII—XIX вв.

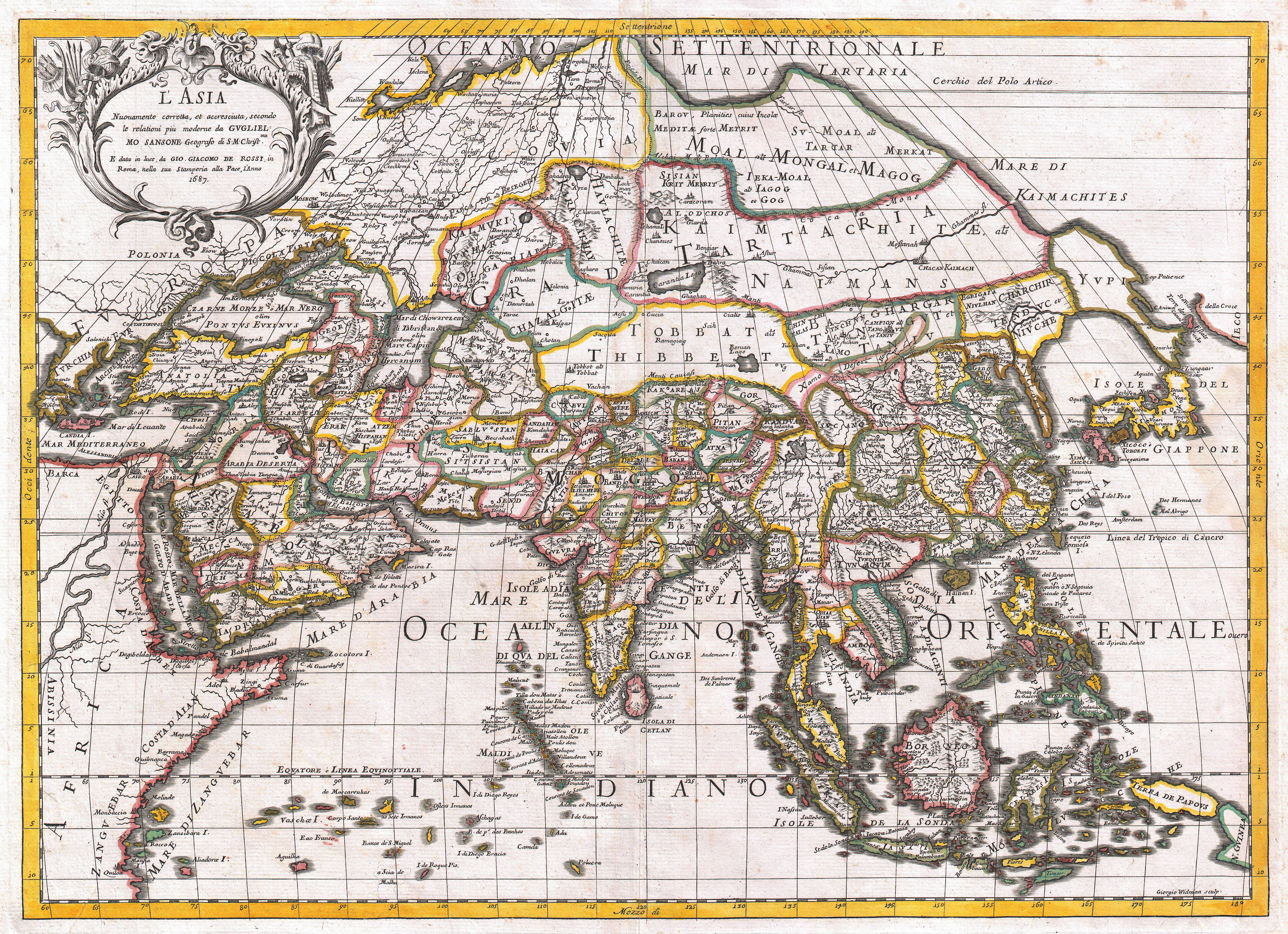
Баргуты (Bargu) на карте Джованни Джакомо Де Росси. 1687 г.

В начале XVII века в источниках братские люди часто упоминаются как конкуренты русских в обложении данью народов в Западной Сибири. Но к началу второй четверти XVII века упоминания о братских людях резко обрываются. Вероятно, это связано с войнами между ойратами и халхами, в результате которой часть бурят был уведена во владения ойратов, а часть была вынуждена подчиниться халхаским ханам. Об этом также свидетельствует статья из Великого уложения 1640 года, регулирующая возврат пленённых во время ойрато-халхаской войны улусных людей их прежним нойонам. В ней специально оговариваются представители баргутов, баатудов и хойтов, которые по какой-то причине должны были оставаться во владениях ойратов, а не возвращаться обратно к своим прежним нойонам. Дополнительные сведения участия в конфликте в бурят можно узнать из сочинении 1761 года «Описание калмыцких народов, а особливо из них торгоутского, и поступков их ханов и владельцев» В. М. Бакунина. В ней сообщается, что «…Баргу-Бурат[ы] — напредь сего кочевали при вершине реки Иртыша и при Алтайских горах и имели собственных своих владельцев. Но с 1618 года от частых нападений соседей их мунгал и других калмык они разорены, и многие из них по их разным улусам разделены. Да из них же немалая часть вступила в подданство Российской империи и ныне пребывание своё имеет в Сибири в Иркутской провинции и на своём языке называют себя бурат, а россияня называют их братскими калмыками, и таким образом сей народ перевёлся.». Из сообщения следует, что баргу-буряты, имевшие в то время своих собственных правителей, подвергались в этот период нападениям ойратов и халхов. Об этом также свидетельствует отписка русских казаков от 1625 года, в которой говорится, что «Брацкая земля с Китайским рубежом сошлась; а в Брацкой земле сказывают, что людей много .. и еже лет с китайскими людьми бой живёт». Вероятнее всего, что под «китайскими людьми» здесь подразумеваются халхи, в Сэцэн-хановском аймаке которых обнаруживается наличие баргутского отока (удела) в середине XVII века.

К первому десятилетию XVII века Московское государство завершило присоединение Западной Сибири и начало отправлять отряды для обложения ясаком население Прибайкалья. Но из-за сопротивления бурят, русские землепроходцы были вынуждены замедлить своё продвижение в этом регионе и приступить к строительству острогов и укреплённых пунктов. К середине XVII века сеть острогов в Прибайкалье была построена. Одна часть монголоязычных «племён» была усмирена казаками, а другая была вынуждена переселиться в Халху. В 1658 году, из-за действий Ивана Похабова, почти всё население, подчинённое Балаганскому острогу, откочевало в Халху. В это же время на Дальнем Востоке возникло сильное маньчжурское государство, которое постепенно начала подчинять себе Монголию. В первой половине XVIII века территория расселения баргу-бурят была полностью поделена между Русским государством и Цинской империей.

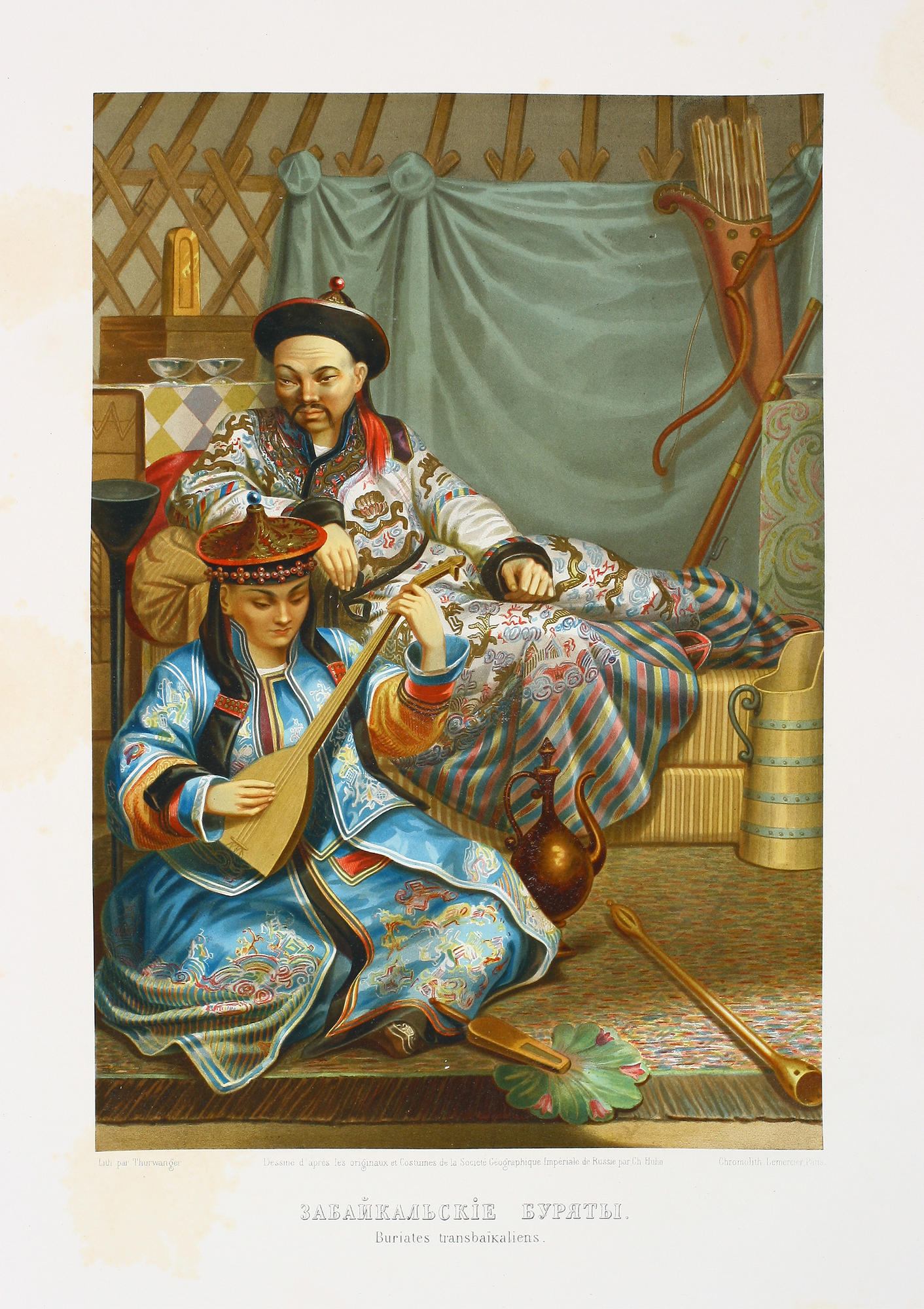
Забайкальские буряты (Густав-Теодор Паули. «Этнографическое описание народов России», СПб. 1862)

Начиная с XVII века происходит процесс включения бурят государственно-административную систему Российской империи и Империи Цин.
В России изначально бурятское население на местах контролируется из острогов. Процесс включения бурят в имперскую административную систему завершается в результате административной реформы в Сибири в первой половине XIX века, когда были созданы ведомства (степные думы) и самостоятельные инородные управы. Степные думы были упразднены в начале XX века. Также в 1766 году из бурят были сформированы четыре полка для содержания караулов по Селенгинской границе: 1-й ашебагатский, 2-й цонгольский, 3-й атаганский и 4-й сартульский. Полки были реформированы в 1851 году при формировании Забайкальского казачьего войска
В Китае баргуты были включены в восьмизнамённую военно-административную систему Цинской империи во первой половине XVII века. Восьмизнамённая система регулировала все экономические, социальные, политические сферы общества и просуществовала вплоть до 1911 года.

### XX век
После Февральской революции 1917 года было образовано национальное государство бурят — Государство Бурят-Монголия. Высшим органом его стал Бурнацком.
В 1921 году была образована Бурят-Монгольская автономная область в составе Дальневосточной республики. В 1922 году в составе РСФСР образована Монголо-Бурятская автономная область. В 1923 году они объединились в Бурят-Монгольскую АССР в составе РСФСР. В 1937 году из состава Бурят-Монгольской АССР выведен ряд районов, из которых были образованы автономные округа — Усть-Ордынский Бурятский национальный округ и Агинский Бурятский национальный округ; при этом некоторые районы с бурятским населением были выделены из состава автономий (Ононский и Ольхонский). В 1958 году Бурят-Монгольская АССР переименована в Бурятскую АССР. В 1992 году Бурятская АССР преобразована в Республику Бурятия.
В Китае в 1911 году произошло баргутское вооружённое восстание с целью создания независимого государства. Хулун-Буир проводил самостоятельную внешнюю и внутреннюю политику вплоть до захвата территории китайскими милитаристами в 1920 году. В 1928 году вспыхнуло очередное восстание, но оно было вскоре подавлено китайскими войсками.

## Численность и расселение

Расселение бурятов в СФО по городским и сельским поселениям в %, перепись 2010 г.

### Историческая демография
К середине XVII века общая численность бурят составляла 77 тысяч человек, хотя есть и другие данные (недоступная ссылка) Проверено 7 мая 2016.. Согласно исследованиям советских учёных Долгих Б. О., Кабузана В. М. и Троицкого С. М., оптимальная численность монголоязычных племён, населявших Прибайкалье в первые десятилетия XVII века, не должна была опускаться ниже 50-60 тысяч.

### Современное расселение и численность
Примерная численность бурят в настоящее время оценивается различными источниками от 550 тысяч до 690 тысяч человек.

#### Буряты в России
По переписи населения 1897 года в Российской империи, 288 663 человека указывало родным языком бурятский.
Численность по данным всесоюзных и всероссийских переписей (1926—2010)
| | Перепись 1926 года | Перепись 1939 года              | Перепись 1959 года                | Перепись 1970 года                | Перепись 1979 года                | Перепись 1989 года                | Перепись 2002 года                | Перепись 2010 года                |
| СССР | 237 501            | ↘224 719                        | ↗252 959                          | ↗314 671                          | ↗352 646                          | ↗421 380                          |                                   |                                   |
| |                    |                                 |                                   |                                   |                                   |                                   |                                   |                                   |
| РСФСР/Российская Федерация в том числе в Бурят-Монгольской АССР / Бурятской АССР / Республике Бурятия в Читинской области / Забайкальском крае в Иркутской области | 237 494 214 957 -  | ↘220 654 ↘116 382 33 367 64 072 | ↗251 504 ↗135 798 ↗39 956 ↗70 529 | ↗312 847 ↗178 660 ↗51 629 ↗73 336 | ↗349 760 ↗206 860 ↗56 503 ↘71 124 | ↗417 425 ↗249 525 ↗66 635 ↗77 330 | ↗445 175 ↗272 910 ↗70 457 ↗80 565 | ↗461 389 ↗286 839 ↗73 941 ↘77 667 |

По последней переписи населения, численность бурят в Российской Федерации составляла 461 389 чел. Они живут преимущественно в Республике Бурятия (286 839 чел.), Иркутской области (77 667 чел.), в том числе Усть-Ордынском Бурятском округе (49871 чел.), Забайкальском крае (73 941 чел.), в том числе Агинском Бурятском округе (50 125 чел.). Буряты также проживают в республике Саха-Якутия (7011 чел), Москве, Санкт-Петербурге, Новосибирске, Томске и других городах РФ.
Доля бурят по районам и городам России по переписи 2020—2021 года

(указаны муниципальные районы и городские округа, где доля бурят в численности населения превышает 5 %):

Численность бурят в Бурятии, Забайкальском крае, Якутии и Иркутской области по муниципальным образованиям, в % по данным переписи населения 2010 г.

| Муниципальный район, городской округ               | Процент | Численность |
| -------------------------------------------------- | ------- | ----------- |
| ГО «Посёлок Агинское» (Забайкальский край)         | 75,47   | 12417       |
| Иволгинский район (Республика Бурятия)             | 65      | 40395       |
| Тункинский район (Республика Бурятия)              | 65      | 13314       |
| Агинский район (Забайкальский край)                | 64,9    | 10337       |
| Курумканский район (Республика Бурятия)            | 63      | 8455        |
| Закаменский район (Республика Бурятия)             | 63      | 15409       |
| Могойтуйский район (Забайкальский край)            | 63,68   | 14697       |
| Кижингинский район (Республика Бурятия)            | 61,8    | 9061        |
| Баяндаевский район (Иркутская область)             | 59,9    | 6906        |
| Дульдургинский район (Забайкальский край)          | 56      | 7791        |
| Эхирит-Булагатский район (Иркутская область)       | 53,2    | 16278       |
| Ольхонский район (Иркутская область)               | 51      | 5363        |
| Осинский район (Иркутская область)                 | 49      | 10242       |
| Еравнинский район (Республика Бурятия)             | 48      | 8304        |
| Нукутский район (Иркутская область)                | 47      | 7161        |
| Джидинский район (Республика Бурятия)              | 45,9    | 10025       |
| Селенгинский район (Республика Бурятия)            | 35      | 13695       |
| Окинский район (Республика Бурятия)                | 33,2    | 1777        |
| Хоринский район (Республика Бурятия)               | 32      | 5448        |
| ГО «Город Улан-Удэ» (Республика Бурятия)           | 30      | 133988      |
| Кяхтинский район (Республика Бурятия)              | 24,7    | 7771        |
| Аларский район (Иркутская область)                 | 23      | 5101        |
| Баргузинский район (Республика Бурятия)            | 22,4    | 4518        |
| Боханский район (Иркутская область)                | 22      | 5513        |
| Ононский район (Забайкальский край)                | 19,9    | 1165        |
| Тарбагатайский район (Республика Бурятия)          | 18      | 4691        |
| Заиграевский район (Республика Бурятия)            | 16      | 7809        |
| Мухоршибирский район (Республика Бурятия)          | 15      | 3504        |
| Баунтовский эвенкийский район (Республика Бурятия) | 13,3    | 1102        |
| Бичурский район (Республика Бурятия)               | 12      | 2528        |
| Забайкальский район (Забайкальский край)           | 7       | 1406        |
| Петровск-Забайкальский район (Забайкальский край)  | 6,2     | 1034        |
| Кабанский район (Республика Бурятия)               | 4       | 2280        |
| Оловяннинский район (Забайкальский край)           | 4       | 1288        |
| Качугский район (Иркутская область)                | 4       | 738         |
| Муйский район (Республика Бурятия)                 | 4       | 437         |

#### Буряты в Китае
Численность бурят в Китайской Народной Республике оценивается примерно в 70 000 или 164 000 человек — преимущественно на северо-востоке Китая в исторической области Барга, которая находится в западной части городского округа Хулун-Буир автономного района Внутренняя Монголия. Включает около 70—90 тыс.(1990) новых баргутов (хошуны Шинэ-Барга-Юци, Шинэ-Барга-Цзоци) и старых баргутов (Чэнь-Барга-Ци), а также около 7 тыс. чел. шэнэхэнских бурят (местность Шэнэхэн, Эвенкийский автономный хошун). Официальная перепись в Китае учитывает их как монголов, что осложняет выявление точной численности. По переписи 1982 года, число носителей бурятского языка составляла 65 тыс. человек (на новобаргутском диалекте говорило 47 000 чел., старобаргутском — 14 000 чел., агинском — 4500 чел.). Большинство исследователей считают баргутов отдельным от бурят народом, хотя и родственным. Численность собственно бурят, переселившихся в Китай в начале XX века, оценивается примерно в 8000 человек.

#### Буряты в Монголии
В 2010 году численность бурят в Монголии составляла 48 074 чел., включая 45 087 чел. собственно бурят, живущих преимущественно на севере страны: Дорнод, Хэнтий, Улан-Батор, Сэлэнгэ, Булган, Хувсгел, а также 2989 чел. баргутов, которые согласно переписи 2010 года учитывались как отдельная от бурят этническая группа.

## Язык
Бурятский язык — один из языков монгольской языковой семьи — имеет сингармонизм в фонетике и агглютинативный морфологический строй. Относится к языкам с фиксированным порядком слов в предложении: «субъект + объект + предикат»; определение предшествует определяемому. Общее число человек, говорящих на бурятском языке, по разным данным, — от 318 000 до 369 000 человек. Литературная норма была создана на базе хоринского диалекта бурятского языка.

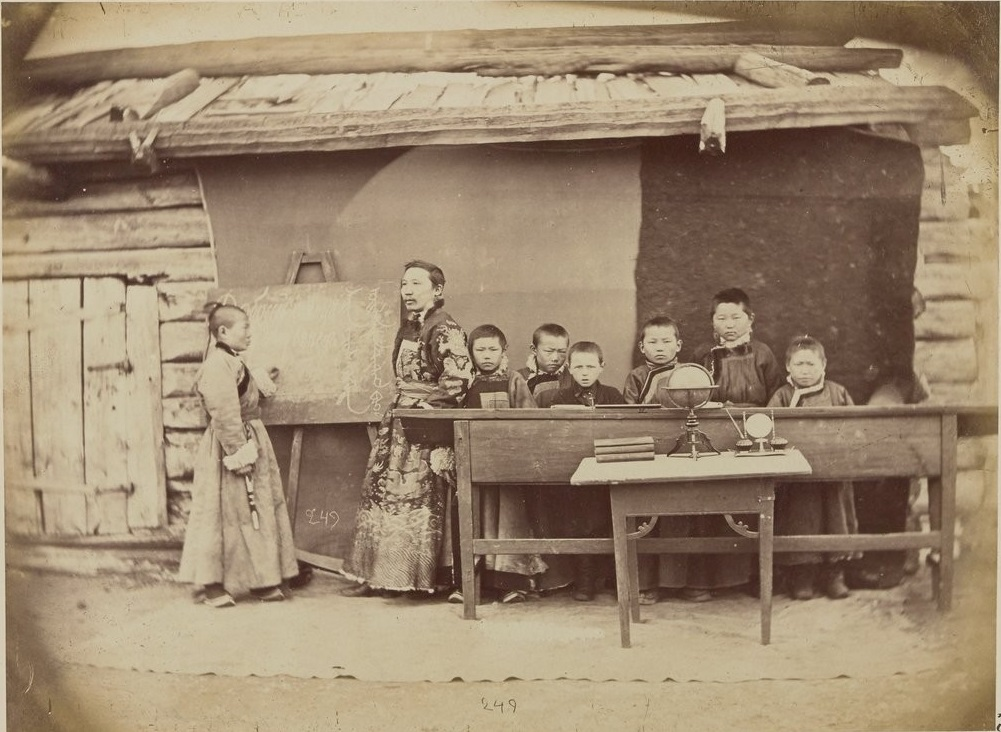
Русско-бурятская школа. Конец XIX века.

Бурятский язык начал выделяться в самостоятельный язык в X—XI вв. н.э. Появлению отличий бурятского языка от других монгольских способствовали языковые контакты с другими народами, в особенности с носителями эвенкийского языка. Наиболее характерной особенностью бурятского языка по сравнению с другими монгольскими языками является замедленно-монотонный темп речи, отсутствие количественной редукции гласных и наличие фарингального [h] — из всех монгольских языков он имеется только в бурятском. Появление звука [h] полностью поменяло звуковой строй бурятского языка. Так, к примеру, это повлекло за собой полную перестройку структурного ряда смычно-щелевых и щелевых согласных. Если в монгольской консонантной системе всегда преобладали смычные согласные, то в бурятском начали преобладать спиранты, что безусловно отражается на том, как в языке артикулируются звуки в целом. 

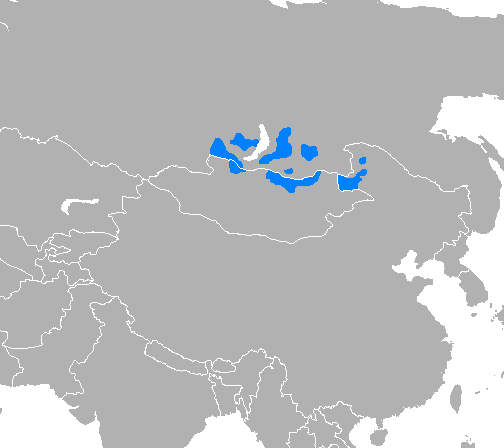
Карта распространения бурятского языка

Бурятский язык, в отличие от других монгольских языков, имеет следующие фонетические особенности:
1. интонационно-ритмическая специфика — замедленно-монотонный темп речи, полногласие и отсутствие количественной редукции гласных;
2. наличие фарингального согласного [h];
3. полное отсутствие аффрикат;
4. чередование по диалектам щелевого двухфокусного ž и среднеязычного j;
5. появление необычного для бурятского языка «окающего» диалекта;
6. процесс перехода гласных в передние и появление в некоторых диалектах гласных смешанного ряда [æ] и ое[86].

### Диалекты
Бурятский язык в работе финского лингвиста Ю. Янхунена по исчезающим языкам Северо-Восточной Азии делится на несколько диалектных групп:
- восточнобурятская, распространённая в Забайкалье, на севере Монголии и местности Шэнэхэн КНР. В Монголии и Китае считается диалектом монгольского языка. Из примерно 400 000 этнических представителей более 300 000 являются носителями языка (1993).
- западнобурятская, распространённая в Прибайкалье, севернее Восточных Саян и долине реки Ангары, а также в Забайкалье в долине реки Баргузин. Считается одним языком с восточно-бурятским, но различия препятствуют мгновенному взаимопониманию носителей языка. Имеет большое количество диалектов, в отличие от более однородного в этом плане языка восточных бурят.
- новобаргутский, распространённый в исторической области Барга на северо-востоке Китая. Китайскими властями классифицируется как диалект монгольского языка. По-видимому, большинство из менее 100 000 представителей этнической группы новых баргутов владеют языком. В дошкольном возрасте многие изучают язык, но в дальнейшем обучение ведётся на монгольском. В XVIII веке язык новых баргутов представлял собой восточнобурятский язык-диалект, но его дальнейшее развитие продолжилось под влиянием северо-восточных диалектов монгольского языка.
- старобаргутский, распространённый в хошуне Чэнь-Барга-Ци, Внутренняя Монголия, Китай. Старых баргутов приблизительно менее 50 000 человек, из которых большинство уже не владеет своим языком. В XVII веке язык старых баргутов представлял собой восточнобурятский язык-диалект, после чего продолжительное время развивался в относительной изоляции, а в дальнейшем испытал влияние северных диалектов монгольского языка[87].

По классификации Е. Скрибник бурятский язык делится на несколько диалектных групп, таких как:
- нижнеудинский диалект, распространённый на западной периферии ареала проживания бурят.
- аларо-тункинская группа, распространённая к западу от озера Байкал; делится на диалекты:
  - аларский
  - тункино-окинский
  - закаменский
  - унгинский
- эхирит-булагатская группа, преобладающая в Усть-Ордынском округе и смежных с нею территориях Прибайкалья. Делится на диалекты:
  - эхирит-булагатский (собственно)
  - боханский
  - ольхонский
  - баргузинский
  - байкало-кударинский
- хоринская группа распространена к востоку от озера Байкал. На ней также говорит большая часть бурят в Монголии, а также небольшая группа бурят в Китае. Делится на диалекты:
  - хоринский (собственно)
  - агинский
  - тугнуйский
  - североселенгинский
- баргутская группа распространена на территории Хулун-Буира. Делится на диалекты:
  - старобаргутский (или чипчинский)
  - новобаргутский

Большинство бурятских филологов выделяют также другие диалекты. Данные диалекты по мнению Е. Скрибник и большинства зарубежных исследователей не являются диалектами бурятского языка.
- селенгинскую группу, распространённую на юге Бурятии. Зарубежные исследователи считают их диалектами монгольского (халхаского) языка. Делится на диалекты:
  - сонгольский
  - сартульский
- хамниганский диалект, который считается многими исследователями отдельным языком (см. Хамниганский язык).

## Культура

### Национальный эпос
В памяти бурятского народа сохранилось более двухсот эпических сказаний. Главным из них является эпос «Гэсэр». Эпос «Гэсэр» известен в Монголии, Китае и Тибете.

### Письменность
До середины 1930-х годов буряты использовали старомонгольскую письменность. В 1905 году лама Агван Доржиев разработал письменность вагиндра. У бурят есть собственные исторические письменные источники и литературные памятники. Это так называемые «бурятские летописи», написанные преимущественно в XIX веке, где описываются основные вехи истории и культуры бурят. Буддийские священнослужители и наставники тех времён оставили после себя богатейшее духовное наследие собственных трудов, а также переводов по буддийской философии, истории, тантрическим практикам и тибетской медицине. В большинстве дацанов Бурятии существовали типографии, печатавшие книги ксилографическим способом.

### Живопись
Бурятская живопись начала формироваться в XVIII веке под влиянием художественной и эстетической традиции Тибета, Китая, Индии и Ирана и связана с распространением буддизма в этнической Бурятии, поэтому большая часть бурятской живописи связана с религиозными мотивами. Наиболее распространённые мотивы связаны с изображением на танках «райской земли» и религиозных деятелей и божеств буддийского пантеона.
Для бурятских танк в XVIII веке характерна «монументальность, своеобразный колорит, отсутствие лишних деталей». В живописи бурятских мастеров в этот начальный период характерно изображение божеств, которые покровительствовали земному благополучию человека. Также были популярны изображения божеств милосердия и сострадания, покровителей ремесел. Со второй половины XIX века бурятская живопись сближается по стилю с работами монгольских мастеров, начинают активно применяться готовые трафареты. Бурятская живопись в период с XVII—XIX вв. характеризуется разнородностью стиля, что связано с тем, что в этнической Бурятии только начинали формироваться своеобразные школы и стили в буддиской живописи. В этот период могут быть выделены три центра развития изобразительной традиции в этнической Бурятии: селенгинский, хоринский и агинский.

### Национальный танец
Ёхор — круговой бурятский танец с песнопениями.

### Национальная одежда

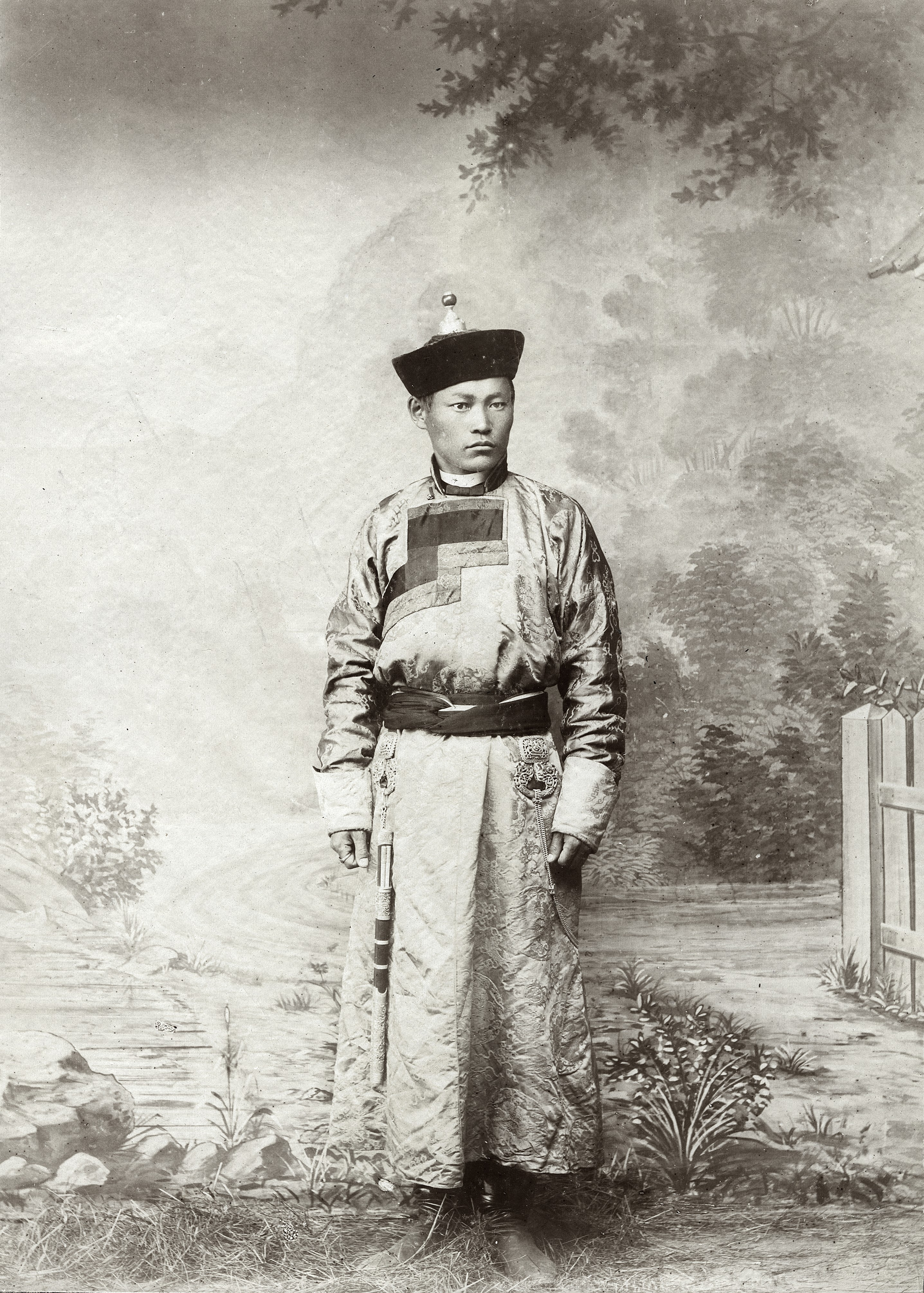
Бурят в национальной одежде начало XX века

Бурятский традиционный костюм отличается разнообразием в зависимости от региона Этнической Бурятии (в основном это характерно для женского костюма).

Национальная одежда бурят состоит из дэгэла — род кафтана из выделанных овчин, имеющего на верху груди треугольную вырезку, опушённую, равно как и рукава, плотно обхватывающие ручную кисть, мехом, иногда очень ценным. Летом дэгэл мог заменяться суконным кафтаном подобного же покроя. В Забайкалье летом часто использовались халаты, у бедных — бумажные, у богатых — шёлковые. В ненастное время поверх дэгэла надевалась саба, род шинели с большим меховым воротником. В холодное время года, в особенности в дороге — даха, род широкого халата, сшитого из выделанных шкур, шерстью наружу.

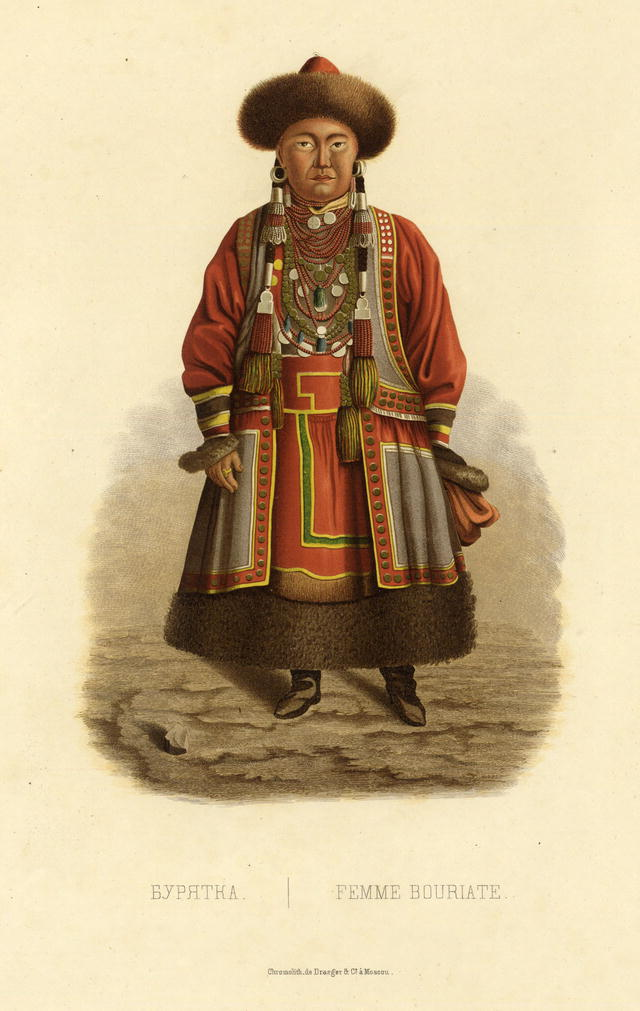
Традиционный костюм. 1856 год

Дэгэл стягивается в талии ремённым кушаком, на который подвешивали нож и принадлежности для курения: огниво, ганза (маленькая медная трубка с коротким чубуком) и кисет с табаком. Отличительной чертой от монгольского покроя является нагрудная часть дэгэла — энгэр, где в верхней части вшиваются три разноцветные полосы. Внизу — жёлто-красного цвета, в середине — чёрного цвета, наверху разнообразные — белый, зелёный или синий. Первоначальный вариант был — жёлто-красный, чёрный, белый.
Узкие и длинные штаны изготовлялись из грубо выделанной кожи (ровдуга); рубашка, обыкновенно из синей ткани — дабы.
Обувь — зимой унты из кожи ног жеребят, в остальное время года гуталы — сапоги с заострённым вверх носком. Летом носили обувь, вязанную из конских волос, с кожаными подошвами.
Мужчины и женщины носили круглые шапки с небольшими полями и с красной кисточкой наверху.
Одежда женская отличалась от мужской украшениями и вышивкой. Дэгэл у женщин оторачивается кругом цветным сукном, на спине — вверху делается сукном вышивка в виде квадрата и на одежду нашиваются медные и серебряные украшения из пуговиц и монет. В Забайкалье женские халаты состоят из короткой кофты, пришитой к юбке.
Девушки носили от 10 до 20 косичек, украшенных множеством монет. На шее женщины носили кораллы, серебряные и золотые монеты и т. д.; в ушах — огромные серьги, поддерживаемые шнуром, перекинутым через голову, а сзади ушей — «полты» (подвески); на руках серебряные или медные бугаки (род браслетов в виде обручей) и другие украшения.

### Национальные праздники
- Сагаалган — Праздник Белого месяца (Новый год по восточному календарю)
- Эрын Гурбан Наадан («Три игрища мужей») — бурятский спортивный народный праздник. Существуют различные названия для этого праздника: «Сурхарбан» — на бурятском языке означает «стрельба из лука», «Эрын Гурбан Наадан» —«Три игрища мужей», «Зунай Наадан» — «Летние игры». Во время праздника проходят обязательные состязания по трём видам спорта — стрельбе из лука, скачках и борьбе.
- Алтаргана — международный бурятский национальный фестиваль, призванный содействовать процессу возрождения, сохранения, трансляции традиционной культуры и национальных видов спорта бурятского этноса, сохранение языка, традиций, обычаев, быта, этики бурятского народа.

### Музыка
Народное музыкальное творчество бурят представлено многочисленными жанрами: эпическими сказаниями (улигер), лирическими обрядовыми, танцевальными песнями (особенно популярен танец-хоровод ёхор) и другими жанрами. Ладовая основа — ангемитонная пентатоника.

### Национальная кухня
Издавна в пище бурят большое место занимали продукты животного и комбинированного животно-растительного происхождения. Впрок заготовлялось кислое молоко особой закваски, сушёная спрессованная творожистая масса.
Буряты пили зелёный чай, в который наливали молоко, клали соль, масло или сало.
В отличие от монгольской, значительное место в бурятской кухне занимает рыба, ягоды (черёмуха, земляника), травы и специи. Популярен байкальский омуль, копчёный по бурятскому рецепту.
Символом бурятской кухни являются буузы, приготовляемое на пару́ блюдо.

### Традиционное жилище

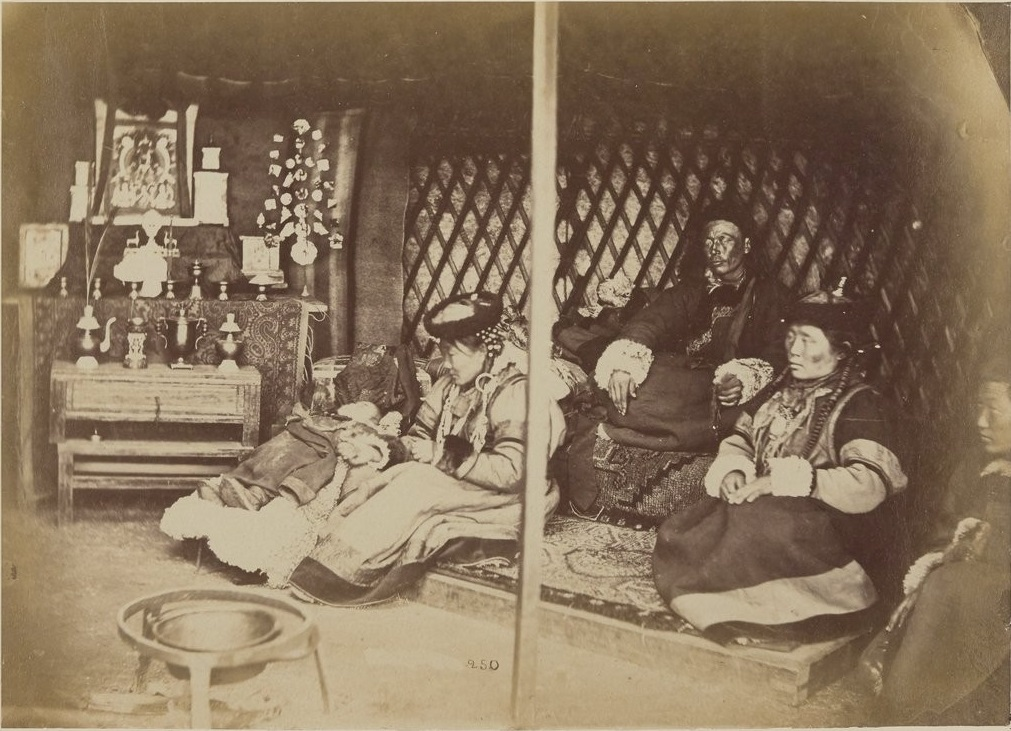
Интерьер юрты забайкальских бурят. Конец XIX века.

Традиционным жилищем бурят, как и всех скотоводов-кочевников, является юрта. Юрты устанавливались как переносные войлочные, так и стационарные в виде сруба из бруса или брёвен. Деревянные юрты 6- или 8-угольные, не имеющие окон. В крыше большое отверстие для выхода дыма и освещения. Крыша устанавливалась на четыре столба. Иногда устраивался потолок. Дверь в юрту ориентирована на юг. Помещение делилось на правую, мужскую, и левую, женскую, половину. В центре жилища располагался очаг. Вдоль стен стояли лавки. Напротив входа — полка с бурханами или онгонами. Западная часть юрты именовалась мужской половиной. Она находилась под зодиакальным знаком курицы и олицетворяла собой белый цвет. Здесь располагалась мужская кровать, охотничье и боевое оружие. Противоположная, восточная часть, попадавшая под зодиакальный знак зайца, по традиции считалась женской. Она предназначалась для кровати и постельных принадлежностей женского состава семьи, запасов продуктов, других предметов домашнего обихода. Перед юртой устраивали коновязь (сэргэ) в виде столба с орнаментом. В XIX веке богатые буряты начали строить избы, заимствованные у русских переселенцев, с сохранением во внутреннем убранстве элементов национального жилища.

### Бурятская мифология
Согласно некоторым бурятским мифам о происхождении мира, сначала существовал хаос, из которого образовалась вода — колыбель мира. Из воды появился цветок, а из цветка — девушка. От неё исходило сияние, которое превратилось в солнце и луну, рассеявшее мрак. Эта божественная девушка — символ созидательной энергии — создала землю и первых людей: мужчину и женщину. Высшее божество — Вечное Синее Небо, воплощение мужского начала. Земля — женское начало. На небе живут боги. Во времена их правителя Асаранга-тенгри небожители были едины. После его ухода власть стали оспаривать Хурмаста и Ата Улан. В итоге никто не одержал победу и тенгрии разделились на 55 западных добрых и 44 восточных злых, продолжающих вечную борьбу между собой.

### Традиционный хозяйственный уклад
Буряты подразделялись на полуоседлых и кочевых, управлялись степными думами и инородческими управами. Основу хозяйства составляло скотоводство. Практиковалось содержание 5 видов домашних животных — коров, баранов, коз, верблюдов и лошадей. Были распространены традиционные промыслы — охота и рыболовство.
Производилась переработка всего перечня побочной продукции животноводства: шкуры, шерсти, сухожилий и т. д. Из шкуры производились шорные изделия, одежда (в том числе дохи, пиниги, рукавицы), постельные принадлежности и др. Из шерсти производились войлок для дома, материалы для одежды в виде фетровых плащей, различных накидок, головных уборов, матрасы войлочные и т. д. Из сухожилий производился ниточный материал, использовавшийся для изготовления верёвок и при изготовлении луков и проч. Из костей изготавливались украшения, игрушки. Также кости использовались для изготовления луков и деталей стрел.
Из мяса 5 вышеперечисленных домашних животных производились продукты питания с переработкой по безотходной технологии. Делали различные колбасы и деликатесы. Также женщины использовали селезёнку для производства и шитья одежды как клейкий материал. Буряты умели производить продукты из мяса для долгого хранения в жаркий период года, для использовании на длительных кочёвках и маршах. Большой перечень продуктов умели получать при переработке молока. Также имели опыт производства и использования высококалорийного продукта, пригодного при длительной изоляции от семьи.
В хозяйственной деятельности буряты широко использовали имеющихся в наличии домашних животных: лошадь использовалась в широкой сфере деятельности при перемещениях на дальние расстояния, при пастьбе домашних животных, при транспортировке имущества с телегой и с санями, которые также сами изготавливали. Верблюды также использовались при транспортировке тяжёлых грузов на дальние расстояния. Выхолощенных быков использовали как тягловую силу. Интересна технология кочёвки, когда применялся амбар на колёсах или использовали технологию «поезда», когда за верблюдом прицепляли по 2 или 3 телеги. На телеги устанавливали ханзу (ящик размерами 1100х1100х2000) для укладки вещей и защиты их от дождя. Использовали быстро возводимый войлочный дом (юрта), где сборы на кочёвку или обустройство на новом месте составляли около трёх часов. Также в хозяйственной деятельности широко применялись собаки бурят-монгольской породы, ближайшими родственниками которых являются собаки такой же породы из Тибета, Непала, а также грузинская овчарка. Данная собака показывает отличные качества сторожа и хорошего пастуха за лошадьми, коровами и мелким скотом. В XVIII—XIX вв. земледелие начало интенсивно распространяться и в Забайкалье.
Железные изделия бурят с серебряной насечкой были известны в России как «братская работа» и ценились наряду с дагестанскими и дамасскими изделиями. Кузнецы делились на чёрных и белых. Чёрные дарханы ковали изделия из железа. Белые работали с цветными и благородными металлами, в основном с серебром.

## Субэтносы

### Этнические группы VI—IX век
Считается, что буряты произошли из двух этнических групп, входивших в союз племён теле:
- байырку (предполагается, что состояли из 9 частей)
- курыканы (предполагается, что состояли из 3 частей)

### Этнические группы Баргуджин-Токума (IX—XIII века)
В результате распада Уйгурского каганата и усиления влияния монголоязычных народов в степях Монголии байырку переселяются к озеру Байкал, где в результате взаимодействия с курыканами формируется этническое ядро бурятского народа. В «Сборнике летописей» Рашид ад-Дина даётся следующий состав населения Баргуджин-Токума:
- баргуты (надплеменной этноним)
  - баргуты (собственно)
  - хори-туматы (возм. были отдельными племенами: хори[32][100] и туматы (согл. А. Очиру, это предки тумэтов[32]))
  - туласы[54] (предположительно, олёты и сэгэнуты)[101][100]
- другие
  - булагачины (предп., булагаты)[32]
  - кэрэмучины
  - хойин-урянка
  - ойраты
  - баяуты (байлуки)[102][103]

### Этнические группы ойратского союза (XV век)
В результате междоусобных войн в Монгольской империи территория Байкальского региона пустеет. Баргу-буряты переселяются в Западную Монголию и участвуют в формировании Ойратского ханства. Считается, что Ойратское ханство первоначально было сформировано как союз четырёх народов:
- ранние ойраты (хойты и батуды)
- баргу-буряты
- кереиты[104] (торгуты)
- найманы[104] (джунгары и дербеты)

### Состав юншиэбуского тумена (конец XV века — начало XVI века)
Кризис в Ойратском ханстве привёл к тому, что некоторые народы переселяются в Южную Монголию. В это время баргу-буряты с некоторыми ойратами вошли в состав юншиэбуского тумена монголов. Позднее тумен распался, но в состав бурят вошли некоторые народности юншиуэбуского тумена. В китайском трактате «Цзю-Бянькао», описывающем восточномонгольские тумены конца XV — начала XVI в, состав юншиэбуского тумена выглядит следующим образом:
- баргу-бурят
- харачин
- шарануд
- табан аймак
- танглагархан
- асуд
- шубуучин
- хонхотан
- нумуучин

### Этнические группы (XVII век)
В XVI веке юншиэбуский тумен распался и баргуты были выделены в отдельный оток. В промежутке между концом XVI и началом XVII века баргу-буряты возвращаются на свои земли. Но в результате войн между ойратами и халхами баргу-буряты начали подвергаться атакам тех и других. В результате часть баргу-бурят была уведена во владения ойратов, а часть была вынуждена признать главенство халхаских ханов. Когда Россия завоевала Предбайкалье, оно было населено живущими на западном берегу баргу-бурятами, в том числе бежавшими из владений ойратов осколками баргу-бурят, и другими монголоязычными группами населения, а Забайкалье, в том числе жившие там баргу-буряты, было подчинено халхаским ханам.
Этнические группы баргу-бурят (братские) и другие монголоязычные группы, расселявшиеся в Этнической Бурятии в XVII в.:
- забайкальские буряты («братские ясашные Турукая табуна», «чёрные мунгалы», предположительно, баргутский оток Сэцэнхановского аймака)
- «коринцы и батуринцы (батулинцы)» (хори и, предположительно, батлай[31] или батанай[105])
- табангуты (первые упоминания в отписках русских только в 1660-е гг., предп. откололись от другой этнической группы[106])
- шошолоки
- шарануты[англ.]

- «корчины/корчюны» (предп. харануты[107][32] или хорчины[32])
- сэгэнуты
- икинаты
- хонгодоры
- готолы
- булагаты
- эхириты
- ашибагаты
- тэртэ
- куркуты
- алагуй
- шуртосы
- шараиты
- атаганы
- узоны
- сартулы (вкл. харчины и др.)[30]
- хатагины[17][28][108][109]
- долонгуты
- сонголы

### Этнотерриториальные группы (со второй половины XVII века до начала XX века)
Начиная с XVII века происходит процесс включения бурят в имперскую государственно-административную систему Российской империи и Империи Цин, это привело к образованию новых этнических групп у бурят.
В 50—70-х годах XVII в. вокруг русских острогов начинается зарождение новых субэтнических общностей — этнотерриториальных групп. Процесс этот завершается в первой половине XIX века, когда в результате административной реформы в Сибири были созданы ведомства (степные думы) и самостоятельные инородные управы. Степные думы были упразднены в начале XX века.
В 1732 году старые баргуты были переселены в Хулун-Буир и включены в восьмизнамённую военно-административную организацию маньчжуров. Из них были организованы 2 хошуна, которые вместе с остальными 6 хошунами дауров и солонов образовывали 8 солонских хошунов. Через 2 года из переселившихся из Халхи новых баргутов было организовано 8 новобаргутских хошунов. Восьмизнамённая система регулировала все экономические, социальные, политические сферы общества и просуществовала вплоть до 1911 года.
- Буряты в Забайкальской области (этнографическая группа забайкальских бурят) делятся на следующие этнотерриториальные группы:
  - баргузинские буряты
  - селенгинские буряты
    - «западная восьмерка» (вкл. сонголы, сартулы, атаганы, табангуты, узоны, хатагины, ашибагаты, андагай)
    - «шесть родов» (вкл. алагуй, шаралдай-харанууд, бабай-хурамша, готол-бумал, шоно, олзон)[111][112]

  - хоринские буряты
  - агинские буряты
  - ононские хамниганы[14][113] (властями считались эвенками и не учитывались в составе бурят)
- Буряты в Иркутской губернии (этнографическая группа иркутских бурят) делятся на следующие этнотерриториальные группы:
  - балаганские буряты или унгинские буряты
  - закаменские буряты[114] (также вкл. армакские хамниганы, которые властями считались эвенками и не учитывались в составе бурят)[115]
  - идинские буряты
  - кудинские буряты
  - верхоленские буряты
  - ольхонские буряты
  - тункинские буряты
  - кударинские буряты[116]
  - нижнеудинские буряты[117]
  - аларские буряты
  - китойские буряты[118]
  - окинские буряты[119] (также вкл. сойоты[14][120][48][121][31])
  - нижнеокинские буряты
- Буряты в Цинской империи (баргуты):
  - новые баргуты
  - старые баргуты или чипчины

### Этнические группы бурят и баргутов (с XIX век по настоящее время)[122]
- Буряты
  - хори-буряты (выделяются агинские буряты, шэнэхэнские буряты)
  - булагаты
  - эхириты (выделяются баргузинские буряты)
  - хонгодоры (выделяются аларские буряты)
  - селенгинские буряты или сонголы (отдельный род, этноним которых часто используется в качестве обобщающего названия для всех селенгинских бурят)[123]
- Баргуты
  - новые баргуты
  - старые баргуты

## Религия и верования

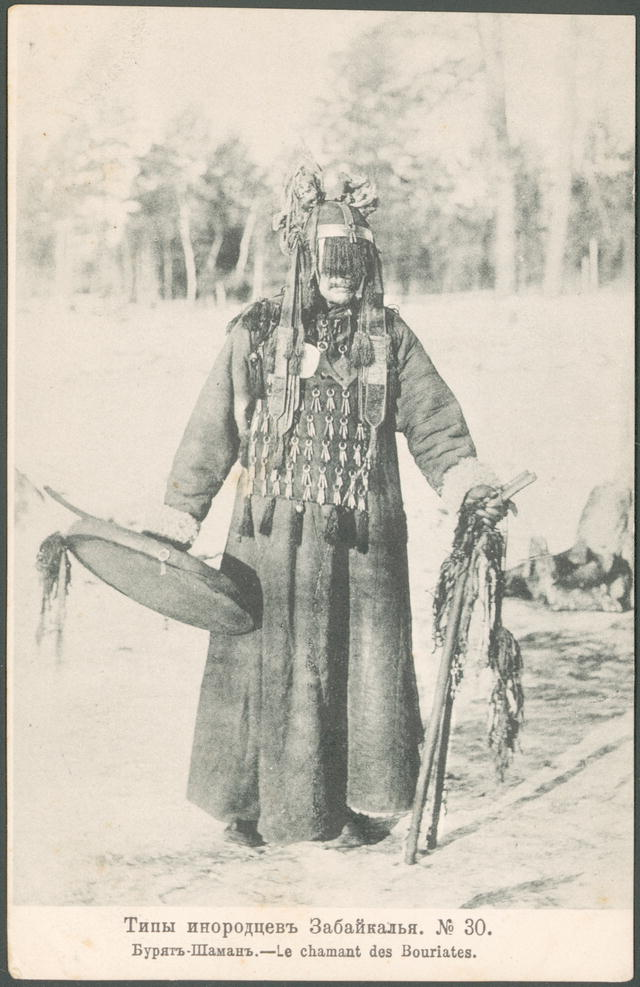
Шаман. Открытка 1904 года

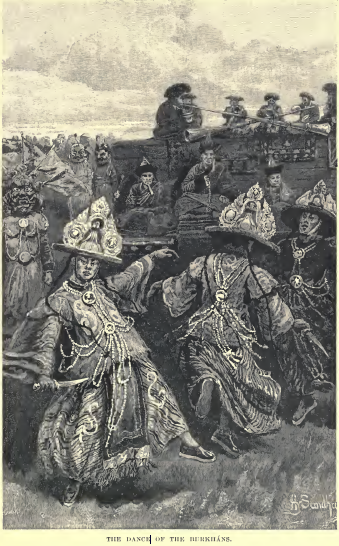
Мистерия Цам (религиозный танец), 1885 год

До появления буддизма буряты являлись приверженцами различных верований, обозначаемых термином «шаманизм».
С конца XVI века среди них начала распространяться одна из тибетских школ буддизма под названием гелугпа.
Считается, что в 1741 году буддизм был признан одной из официальных религий в России. Примерно тогда же был построен первый бурятский стационарный монастырь — Тамчинский дацан. С утверждением буддизма в крае связано распространение письменности, развитие науки, литературы, искусства и зодчества. Он стал важным фактором становления образа жизни бурят, их национальной психологии и нравственности. 
Со второй половины XIX начался период бурного расцвета бурятского буддизма. В дацанах работали философские школы, где занимались книгопечатанием, различными видами прикладного искусства; развивались богословие, наука, переводческо-издательское дело, художественная литература. Широко практиковалась тибетская медицина. В 1914 году в Бурятии насчитывалось 48 дацанов с 16 000 ламами. К концу 1930-х годов бурятская буддийская община перестала существовать. Лишь в 1946 году были открыты Иволгинский и Агинский дацаны. 
Возрождение буддизма в Бурятии началось со второй половины 1980-х годов. Были восстановлены более двух десятков старых дацанов, основаны новые, начала вестись подготовка лам в буддийских академиях Монголии и Бурятии, был восстановлен институт молодых послушников при монастырях. 
Среди бурят есть небольшое число последователей христианства. Распространение христианства у бурят началось вместе с появлением первых русских. Иркутская епархия, созданная в 1727 году, широко развернула миссионерскую деятельность. До 1842 года в Селенгинске действовала Английская духовная миссия в Забайкалье, составившая первый перевод Евангелия на бурятский язык. Христианизация усилилась во 2-й половине XIX века. В начале XX века в Бурятии функционировал 41 миссионерский стан, десятки миссионерских школ. Наибольших успехов христианство добилось у западных бурят. Это проявилось в том, что у западных бурят получили распространение христианские праздники: Рождество, Пасха, Ильин день, святки и др. Несмотря на поверхностную и насильственную христианизацию, западные буряты оставались приверженцами шаманизма.

### Религиозные праздники
- Цам;
- Дуйнхор (Калачакра);
- Гандан-Шунсэрмэ (рождение, Пробуждение и Паринирвана Будды Шакьямуни);
- Майдари-хурал (ожидание прихода Будды грядущего мирового периода Майтрейи);
- Лхабаб Дуйсэн (нисхождение Будды с неба Тушита);
- Зула-хурал (день памяти Цонкапы).
- Ердынские игры

## Генофонд

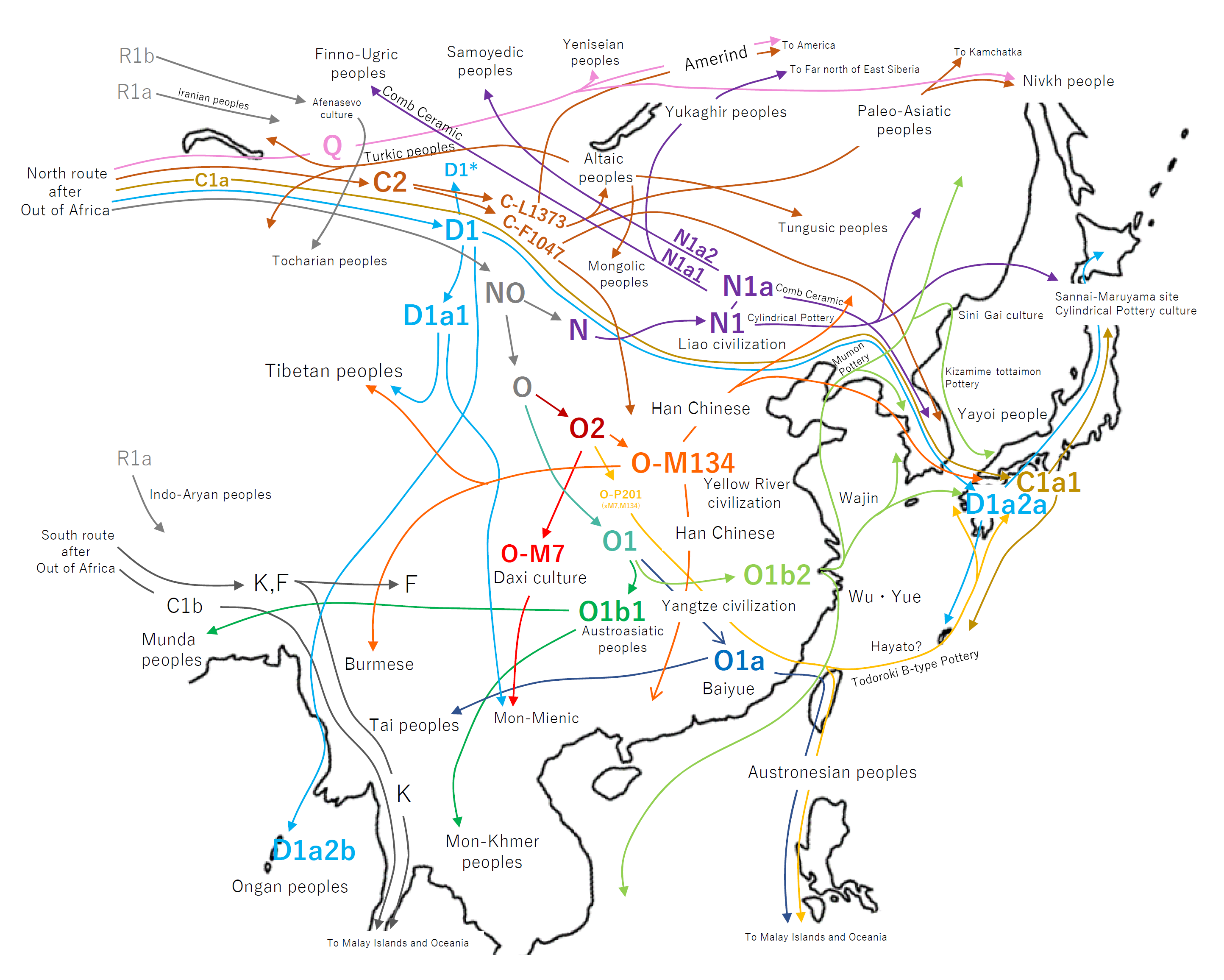
Распространение носителей Y-ДНК в Восточной Азии

В генофонде бурят выявлено одиннадцать гаплогрупп (С3*, С3с, С3d, E, N1b, N1c1, O3a*, O3a3c*, O3a3c1, R1a1a и R2a). Наибольшей частотой во всех территориальных группах выборок характеризуются гаплогруппы N1c1 и C3d.
Согласно В. Н. Харькову, Y-хромосомная гаплогруппа N1a1 составляет в общем генофонде бурят 48 %. Субсклады гаплогруппы C3 (вкл. C3*, C3c, C3d) составляют примерно 40 % генофонда. Согласно другим данным, гаплогруппа C3d (M407) встречается у 53,9 % бурят, 52,9 % хамниган, 53,6 % сойотов. Имеются источники, указывающие на распространение гаплогруппы C3 у 60 % бурят. Согласно исследованиям М. В. Деренко, субсклады гаплогруппы C3 составляют 68,2 % генофонда бурят. Различие данных объясняется погрешностью формирования выборок.
Распределение гаплогрупп Y-хромосомы в популяционных выборках бурят. Примечание. N — объём выборки.
| Гаплогруппа               | Окинский район (N = 53) | Курумканский район (N = 23) | Улан-Удэ (N = 26) | Кяхтинский район (N = 27) | Джидинский район (N = 31) | Кижингинский район (N = 64) | Еравнинский район (N = 30) | Агинский АО (N = 44) | Всего (N = 298)   |
| ------------------------- | ----------------------- | --------------------------- | ----------------- | ------------------------- | ------------------------- | --------------------------- | -------------------------- | -------------------- | ----------------- |
| C3*                       | 1.9 (1)                 | 8.7 (2)                     | 23.1 (6)          | 11.1 (3)                  | 22.6 (7)                  | 1.5 (1)                     | -                          | 4.5 (2)              | 7.3 (22)          |
| С3c                       | 3.8 (2)                 | -                           | 7.7 (2)           | 3.8 (1)                   | 3.2 (1)                   | 1.5 (1)                     | 6.7 (2)                    | 4.5 (2)              | 3.7 (11)          |
| С3d                       | 58.5 (31)               | 73.9 (17)                   | 30.8 (8)          | 18.5 (5)                  | 19.3 (6)                  | 12.6 (8)                    | 30.0 (9)                   | 4.5 (2)              | 28.8 (86)         |
| E                         | -                       | -                           | -                 | -                         | -                         | 4.7 (3)                     | 3.3 (1)                    | -                    | 1.3 (4)           |
| N1a2b-P43 (ранее N1b)     | -                       | 4.3 (1)                     | -                 | -                         | -                         | -                           | -                          | -                    | 0.3 (1)           |
| N1a1-M231 (ранее N1c1)    | 22.6 (12)               | 8.7 (2)                     | 38.4 (10)         | 37.0 (10)                 | 19.3 (6)                  | 78.2 (50)                   | 60.0 (18)                  | 77.4 (34)            | 48.0 (142)        |
| O3a*                      | -                       | -                           | -                 | 11.1 (3)                  | 3.2 (1)                   | -                           | -                          | 2.3 (1)              | 1.7 (5)           |
| O3a3c*                    | 7.5 (4)                 | -                           | -                 | -                         | -                         | -                           | -                          | -                    | 1.3 (4)           |
| O3a3c1                    | 1.9 (1)                 | 4.3 (1)                     | -                 | -                         | -                         | 1.5 (1)                     | -                          | -                    | 1.0 (3)           |
| R1a1а                     | 3.7 (2)                 | -                           | -                 | 18.5 (5)                  | 9.8 (3)                   | -                           | -                          | 4.5 (2)              | 4.0 (12)          |
| R2a                       | -                       | -                           | -                 | -                         | 22.6 (7)                  | -                           | -                          | 2.3 (1)              | 2.6 (8)           |
| Генетическое разнообразие | 0.6089 ± ± 0.0623       | 0.4545 ± ± 0.1234           | 0.7262 ± ± 0.0423 | 0.7977 ± ± 0.0479         | 0.8387 ± ± 0.0266         | 0.3770 ± ± 0.0724           | 0.5632 ± ± 0.0720          | 0.4027 ± ± 0.0928    | 0.6799 ± ± 0.0203 |

## Выдающиеся личности

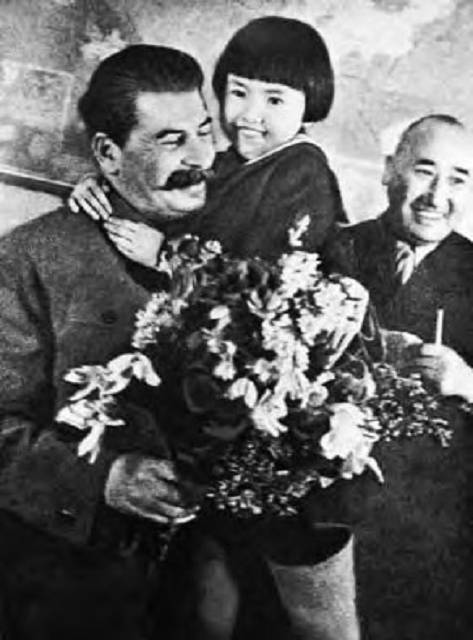
Михей Ербанов (справа) на фотографии, где Сталин держит на руках Гелю Маркизову.

Бурятский народ представлен рядом фигур, внёсших значительный вклад в развитие мировой науки, дипломатии, медицины, культуры и искусства. Выдающимся учёным европейского образца был историк, этнограф, переводчик Доржи Банзаров. Выдающимся советским конструктором ракетных радиотехнических систем был генерал-майор, доктор технических наук, лауреат Государственной премии СССР Або Сергеевич Шаракшанэ. Выдающимся советским оружейным конструктором и спортсменом был Ефим Леонтьевич Хайдуров.
Известна деятельность Петра Бадмаева, Агвана Доржиева, Гомбожаба Цыбикова в международной политике на рубеже XIX—XX вв. по установлению и укреплению дипломатических контактов России с Монголией и Тибетом. Агван Доржиев провёл огромную работу в распространении буддизма на европейском континенте, основал первый в Европе буддийский храм. Выдающимся буддийским учителем-йогином является Хамбо-лама Восточной Сибири, один из инициаторов создания Иркутского государственного университета, кавалер польско-российского ордена Святого Станислава, высшего монгольского ордена Драгоценного Жезла, российского ордена Святой Анны — Даши-Доржо Итигэлов, находящийся в состоянии самадхи в Иволгинском буддийском монастыре.
После 1917 года такие бурятские специалисты, как Михей Николаевич Ербанова и Элбек-Доржи Ринчино, сыграли значительную роль как в создании бурятской автономии, так и в создании Бурятской АССР.
В Тибете и тибетской эмиграции в Индии бурятские буддийские учителя продолжали сохранять влияние, хотя почти утратили связь с родиной.
Звания Героя Советского Союза удостоены воины-буряты: И. В. Балдынов, В. Б. Борсоев, Г. А. Гармаев, Д. Ж. Жанаев, М. Ф. Мархеев, Б. Р. Ринчино, В. Х. Хантаев, Ж. Е. Тулаев.
Известные деятели культуры: Лхасаран Линховоин, Ким Базарсадаев и многие др. Бурятские корни также имелись у таких деятелей, как Александр Вампилов, Юл Бриннер и др.
Работы ряда современных бурятских художников и скульпторов представлены в крупнейших музеях и галереях мира. Среди них Даши Намдаков, Сэрэнжаб Балдано, Вячеслав Бухаев, Зорикто Доржиев.

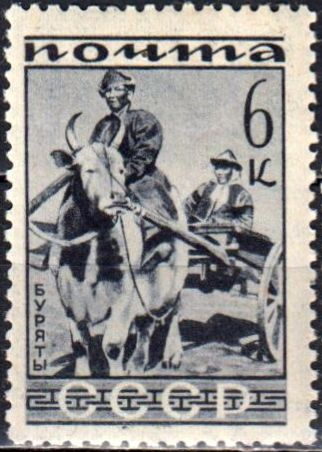
Серия «Народы СССР» (буряты), почтовая марка СССР 1933 года

Достижениями первой величины известны многие бурятские спортсмены. Например, Олег Алексеев первым среди бурятских борцов вольного стиля стал чемпионом Европы в 1979 году. Баир Бадёнов на летних Олимпийских играх 2008 года в Пекине завоевал первую за 20 лет медаль Российской Федерации по стрельбе из лука, повторив успех Владимира Ешеева, получившего олимпийскую медаль в 1988 году. Виликтон Баранников, советский боксёр, является серебряным призёром Олимпийских игр 1964 года в Токио, золотым призёром чемпионата Европы по боксу, проходившего в Берлине в 1965 году. Больших высот по стрельбе из лука достигла Инна Степанова — серебряный призёр летних Олимпийских игр 2016 года в Рио-де-Жанейро, золотой призёр чемпионата мира 2015 года, чемпионата Европы 2010 и 2019 годов. Базар Базаргуруев — бронзовый призёр летних Олимпийских игр 2008 года по вольной борьбе. Светлана Гомбоева — серебряный призёр летних Олимпийских игр 2020 года в Токио, чемпионка Европы 2021 года. Бальжинима Цыремпилов — участник четырех летних Олимпийских игр 1996, 2000, 2004 и 2008 годов, пятикратный чемпион Европы 1996, 1998, 2000 и 2008 годов.

## Буряты в филателии
В 1933 году в СССР была выпущена этнографическая серия почтовых марок «Народы СССР». Среди них была марка, посвящённая бурятам.